# كيفن كاستانيدا
كيفن كاستانيدا (بالإسبانية: Kevin Castañeda)‏ هو لاعب كرة قدم مكسيكي في مركز الوسط، ولد في 28 أكتوبر 1999 في غوادالاخارا في المكسيك. لعب مع نادي ديبورتيفو تولوكا.

## وصلات خارجية
- كيفن كاستانيدا على موقع قاعدة بيانات كرة القدم.إي يو (الإنجليزية)
- كيفن كاستانيدا على موقع Soccerway.com (الإنجليزية)